# 해먹

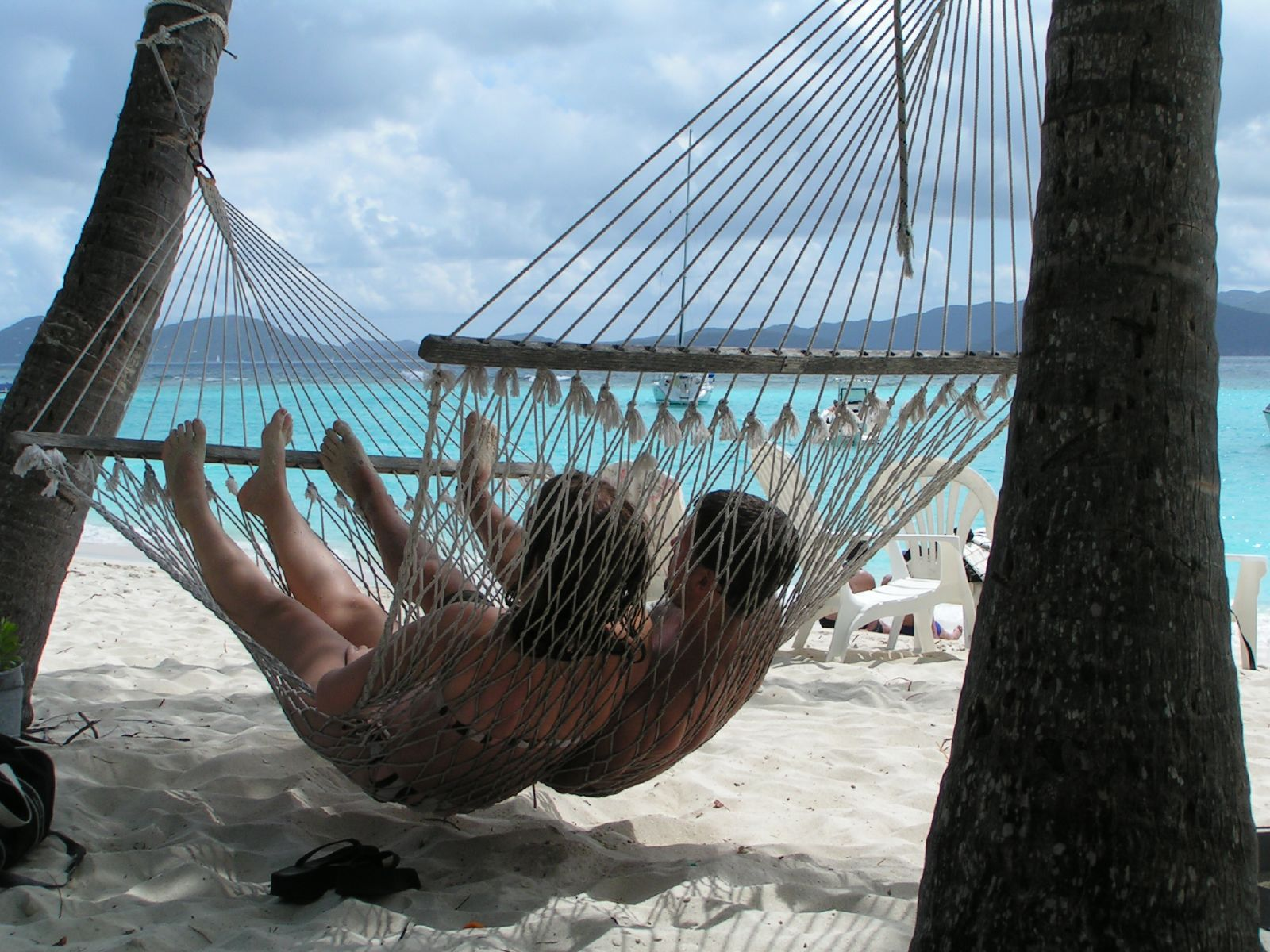
해먹

해먹(영어: hammock)은 기둥 사이나 나무 그늘 같은 곳에 달아매어 침상으로 쓰는 그물이다. 흔히 그물침대라고 부른다.

## 유래
페루와 브라질 원주민이 처음 사용하였으며, 본래 "하모카스"라 불렸다.
크리스토퍼 콜럼버스 일행이 서인도 제도 원주민의 해먹을 보고 배 안에서 세균과 습기를 피하기 위해 응용하기 시작했다.
오늘날은 주로 야외에서 많이 사용한다.

## 장단점
통풍이 원활하고 벌레와 더위를 피할 수 있으며 세균 감염 예방의 장점이 있다.

## 같이 보기
- 그네